# Sentinellesi

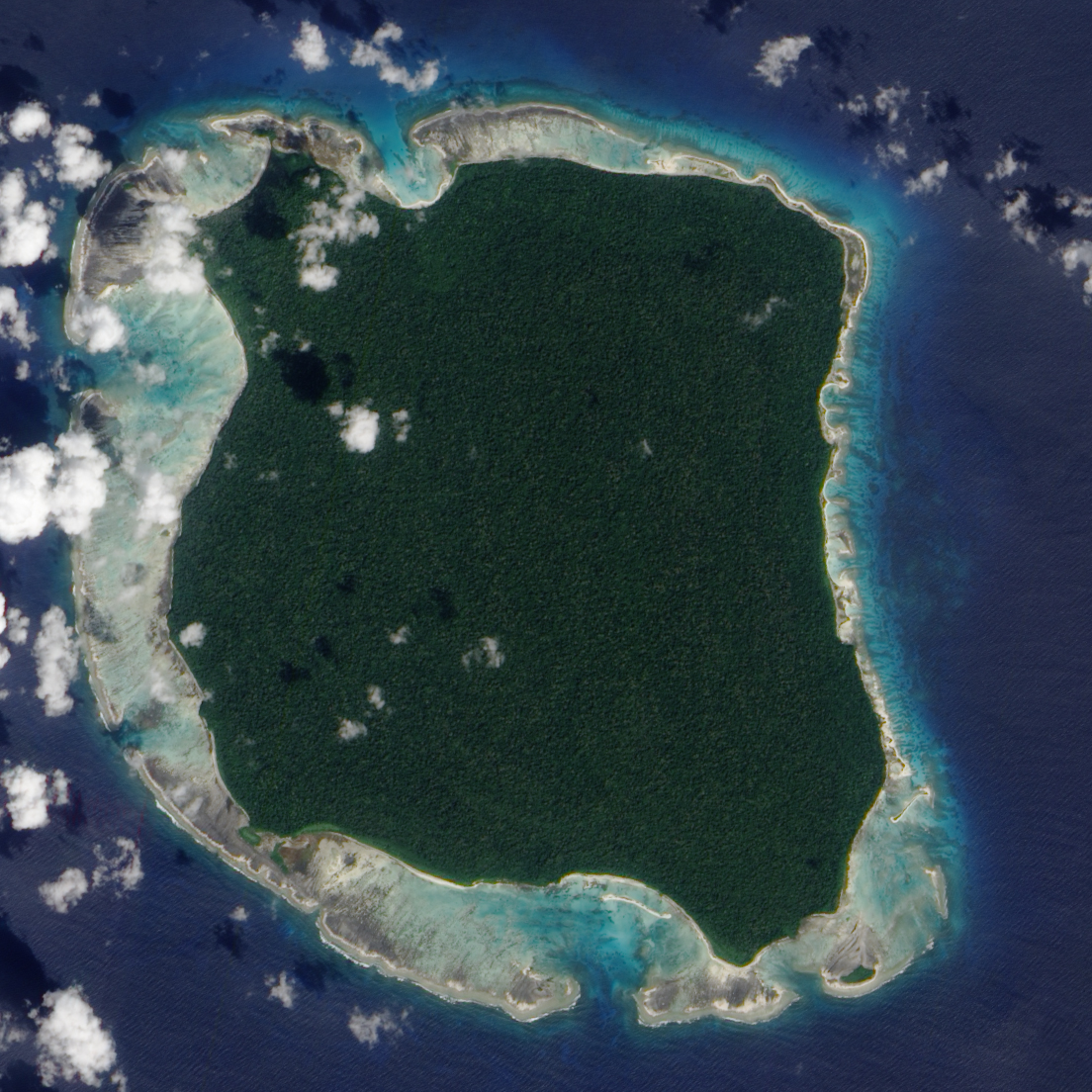
Immagine satellitare NASA dell'isola North Sentinel, nel 2009

I Sentinellesi sono la tribù indigena dell'isola di North Sentinel, nelle isole Andamane, in India. Appartenenti al popolo degli andamanesi, resistono al contatto con il mondo esterno e sono tra i popoli più isolati al mondo.
I Sentinellesi mantengono una società di sussistenza del tipo cacciatore-raccoglitore, consistente nella caccia, la pesca e nella raccolta di piante selvatiche. Non vi è alcuna prova di alcuna pratica agricola, né allevatoria, o di metodi per produrre fuoco.
La lingua sentinellese rimane non classificata e non è reciprocamente comprensibile con quella jarawa, tipica delle popolazioni più prossime. I sentinellesi sono ufficialmente definiti in India come tribù riconosciuta o Scheduled Tribe.

## Storia
Si ritiene che essi vivano nell'isola da circa 60000 anni. Probabilmente i loro antenati presero parte alle prime migrazioni preistoriche fuori dal continente africano.
Sono la tribù più isolata al mondo e rifiutano ogni contatto con l'esterno.
Survival International, il movimento mondiale per i diritti dei popoli indigeni, li definisce «la società più vulnerabile del pianeta» in quanto, a causa dell'isolamento, non hanno sviluppato alcuna difesa immunitaria e sono sterminabili persino da un semplice raffreddore.
Cacciano e raccolgono i frutti della foresta, e pescano lungo le coste, come la vicina tribù degli Jarawa.
Vivono in lunghe capanne comuni e usano canoe a bilanciere per navigare nel mare intorno all'isola.
Il governo locale ha dichiarato di non avere alcuna intenzione di interferire con lo stile di vita o l'habitat dei Sentinelesi.
Nel 1991, l'antropologa Madhumala Chattopadhyay riuscì a stabilire un contatto pacifico con i sentinellesi, offrendo loro noci di cocco per mostrare assenza di intenti ostili.
Nel 2004, dopo lo tsunami, alcuni membri della tribù furono fotografati mentre lanciavano frecce contro l'elicottero che sorvolava la loro terra. Nel 2006 i Sentinelesi uccisero due pescatori che pescavano illegalmente granchi del fango attorno all'isola. L'ancoraggio improvvisato della loro barca non era riuscito a impedire che venisse portata via dalle correnti mentre erano addormentati; così, l'imbarcazione si spostò nei pressi delle rive dell'isola, dove i due uomini furono uccisi. Un elicottero della guardia costiera indiana, inviato per recuperare i corpi, fu respinto dai guerrieri sentinellesi che scagliarono un nugolo di frecce.
Nel novembre 2014, Survival International ha denunciato che pescatori di frodo stanno prendendo di mira le acque intorno all'isola, mettendo così in grave pericolo la sopravvivenza della tribù; l'organizzazione ha sollecitato le autorità a garantire che l'isola sia protetta da incursioni esterne.
A novembre 2018 il missionario John Allen Chau si fece traghettare illegalmente sull'isola nel tentativo di convertire la tribù al cristianesimo, ma fu ucciso sulla spiaggia non appena approdato sull'isola.
Il 3 aprile 2025 la polizia indiana ha arrestato Mykhailo Polyakov, youtuber ucraino-statunitense di 24 anni, che è andato con un gommone sull'isola per cercare di incontrare i Sentinelesi. Il giovane portava con sé una noce di cocco e una diet coke. Secondo Survival International, “le azioni di questa persona hanno messo in pericolo non solo la sua vita, ma anche quella di tutto il popolo sentinelese".